# Valencia (género)
Valencia es un género de peces actinopterigios de agua dulce, y el único de la familia monotípica Valenciidae. Este género está distribuido en los ríos de la vertiente mediterránea del sur de Europa. En ocasiones, este género se ha citado dentro de la familia Cyprinodontidae.

## Especies
Actualmente, se reconocen tres especies vivientes en este género:
- Valencia hispanica (Valenciennes, 1846).
- Valencia letourneuxi (Sauvage, 1880).
- Valencia robertae (Freyhof, Kärst y Geiger, 2014).[5]

Además, se incluye una especie extinta del Mioceno:
- † Valencia arcasensis (Gaudant, Barrón, Anadón, Reichenbacher y Peñalver, 2015).[6]